# كريستين توروب
كريستين توروب(من مواليد عام 1942) هي كاتبة دنماركية ولها مكانة عالية في الأدب الدنماركي بسبب تنوع انتاجاتها الأدبية. بدأت مشوارها الأدبي عام 1967 بديوان شعرها الأول «في الداخل خارجا» يليه «اليوم أقحوان» عام 1971 و«حب من تريسته» عام 1979م. «بهذه المناسبة» 1978 مجموعة قصصية.

## من رواياتها
- بيبي، 1973
- جوانا، 1977
- الصيف الطويل، 1979
- جنة وجحيم، 1982
- الحدود القصوى، 1987
- حبيبي المجهول، 1994
- بونساي، 2000
- الأرض الحرام، 2003
- زمن ما قبل الحرب، 2006

وأخيرا رواية إله الصدفة عام 2011 والتي تدور قصتها في 3 بيئات مختلفة وترجمت إلى عدة لغات منها اللغة العربية ضمن سلسلة إبداعات عالمية.
حصلت على منحة التفرغ مدى الحياة للكتابة الابداعية من الدنمارك